# Actinochloris sphaerica
Actinochloris, monotipski rod zelenih alga smješten u porodicu Actinochloridaceae. Jedina je vrsta terestrijalna/slatkovodna alga A. sphaerica iz Ukrajine, opisana 1953. godine

## Sinonimi
- Actinochloris minuta (Herndon) Philipose  →Radiosphaera minuta Herndon
- Actinochloris terrestris (Vischer) Ettl & Gärtner →Macrochloris dissecta Korshikov

## Vanjske poveznice
|  | Wikivrste imaju podatke o taksonu Actinochloris |